# Roberts County (South Dakota)
Das Roberts County ist ein County im Nordosten des US-amerikanischen Bundesstaats South Dakota. Nach dem Zensus 2020 hatte das County 10.280 Einwohner. Der Sitz der Countyverwaltung (County Seat) ist in Sisseton.

## Geografie

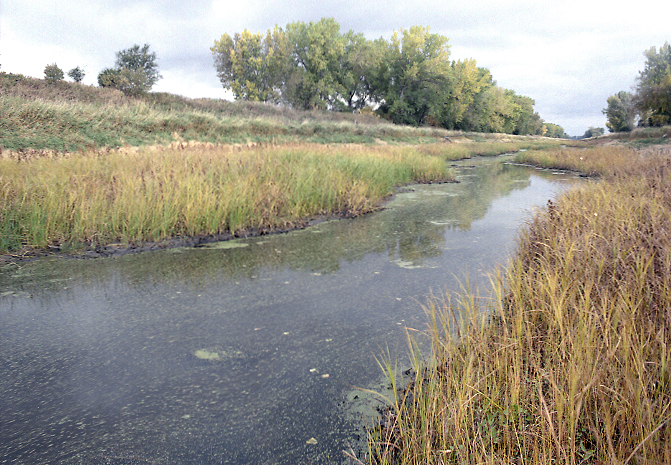
Der Bois de Sioux River

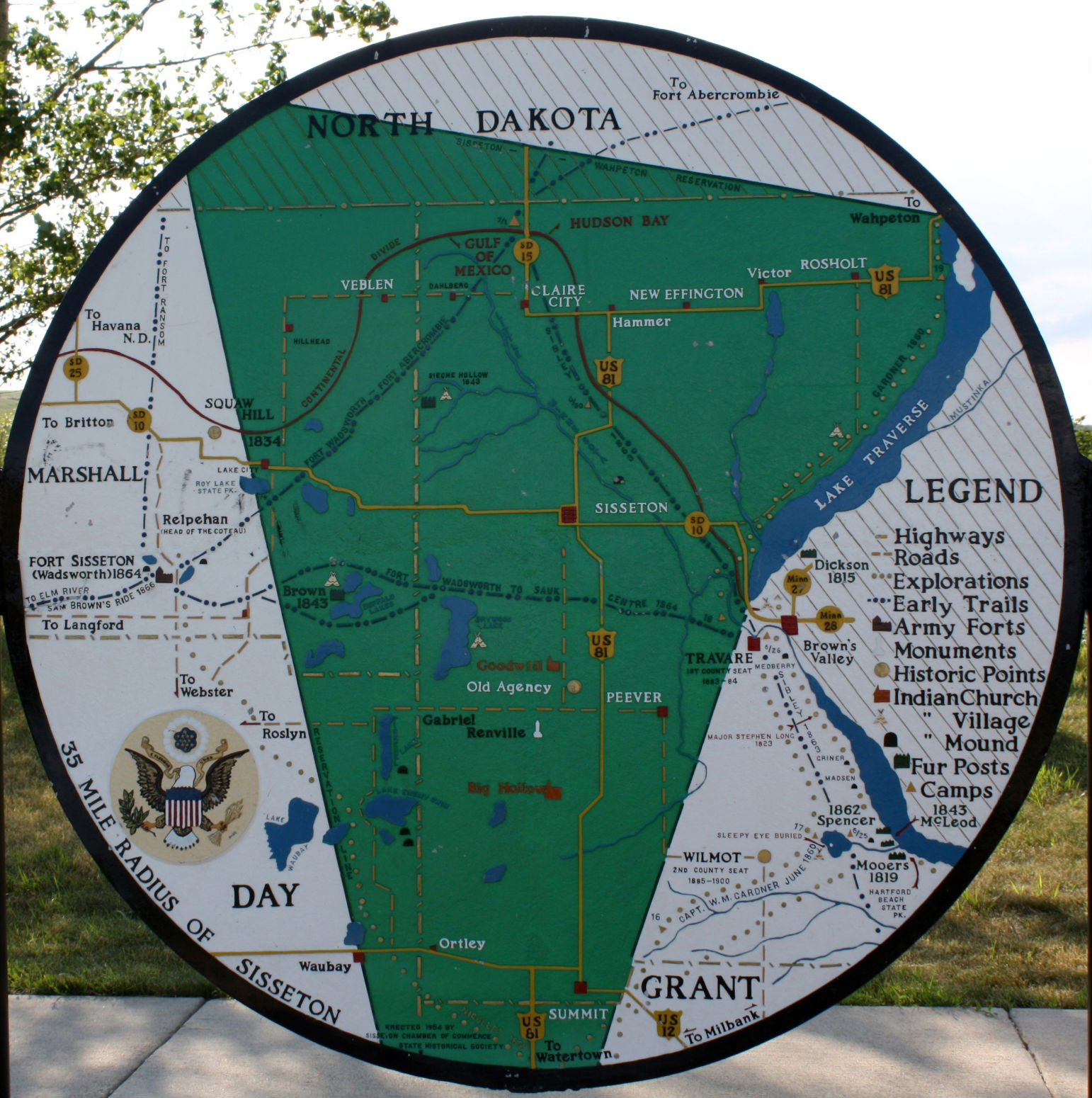
Karte der Wahpeton-Sisseton Reservation

Das County liegt im äußersten Nordosten South Dakotas, am Dreiländereck der drei Staaten Süddakota, Norddakota und Minnesota. Entlang der östlichen Grenze zu Minnesota verläuft das glaziale Tal des River Warren, durch das zwischen dem Lake Traverse und dem Big Stone Lake die kontinentale Wasserscheide verläuft.
Das County hat eine Fläche von 2941 Quadratkilometern und ist somit etwas größer als das Saarland. Davon sind 88 Quadratkilometer (3,00 Prozent) Wasserfläche.
An das Roberts County grenzen folgende Nachbarcountys:
|                            | Richland County (North Dakota) |                                                          |
| Marshall County Day County |                                | Traverse County (Minnesota) Big Stone County (Minnesota) |
|                            | Grant County                   |                                                          |

Der größte Teil des Countys wird vom Gebiet der Lake Traverse Indian Reservation eingenommen. Die Indianerreservation ist Heimat der Sisseton Wahpeton Oyate, einer Untergruppe der Dakota. Das Gebiet der Reservation erstreckt sich bis in alle Nachbarcountys in South Dakota und North Dakota.

## Geschichte
Das Roberts County wurde im Jahr 1883 gegründet. Benannt wurde es nach S. G. Roberts, einem Verleger und Abgeordneten der gesetzgebenden Versammlung des Dakota-Territoriums. Der erste County Seat war der heute nicht mehr existierende Ort Travare. Danach wurden die Akten der Countyverwaltung nach Wilmot verbracht. Dort verblieben sie bis 1898, als der Verwaltungssitz nach Sisseton verlegt wurde.

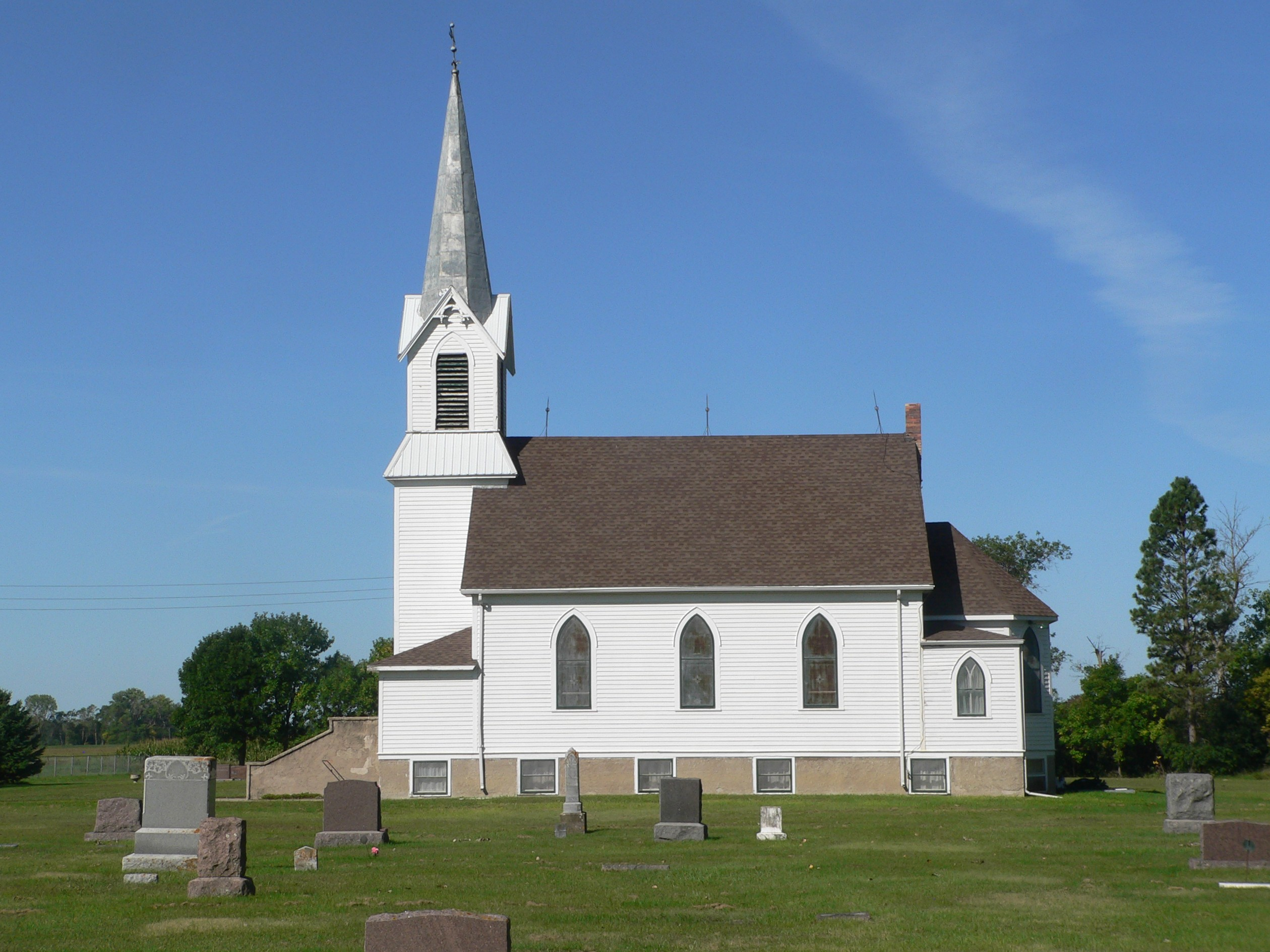
Die Walla Lutheran Church ist einer von zehn Einträgen des Countys im NRHP.

Zehn Bauwerke und Stätten des Countys sind im National Register of Historic Places (NRHP) eingetragen (Stand 8. August 2018).

## Demografische Daten
Nach der Volkszählung im Jahr 2010 lebten im Roberts County 10.149 Menschen in 3657 Haushalten. Die Bevölkerungsdichte betrug 3,6 Einwohner pro Quadratkilometer. In den 3657 Haushalten lebten statistisch je 2,68 Personen.
Ethnisch betrachtet setzte sich die Bevölkerung zusammen aus 60,4 Prozent Weißen, 0,2 Prozent Afroamerikanern, 35,9 Prozent amerikanischen Ureinwohnern, 0,3 Prozent Asiaten sowie aus anderen ethnischen Gruppen; 3,1 Prozent stammten von zwei oder mehr Ethnien ab. Unabhängig von der ethnischen Zugehörigkeit waren 1,6 Prozent der Bevölkerung spanischer oder lateinamerikanischer Abstammung.
28,5 Prozent der Bevölkerung waren unter 18 Jahre alt, 53,8 Prozent waren zwischen 18 und 64 und 17,7 Prozent waren 65 Jahre oder älter. 49,9 Prozent der Bevölkerung war weiblich.

Das jährliche Durchschnittseinkommen eines Haushalts lag bei 41.483 USD. Das Pro-Kopf-Einkommen betrug 20.357 USD. 21,2 Prozent der Einwohner lebten unterhalb der Armutsgrenze.

## Ortschaften im Roberts County
Citys
- Sisseton
- Wilmot

Towns
| - Claire City - Corona - New Effington - Ortley | - Peever - Rosholt - Summit - White Rock |

| Census-designated places (CDP) - Agency Village - Goodwill - Long Hollow | Andere Unincorporated Communities \| - Hammer - Linden Beach - Madsen Beach \| - Shady Beach - Victor \| |
| - Hammer - Linden Beach - Madsen Beach                                   | - Shady Beach - Victor                                                                                   |

## Gliederung
Das Roberts County ist neben den zwei Citys und acht Towns in 30 Townships eingeteilt:
| Township               | Einwohner (2010) | FIPS     |
| ---------------------- | ---------------- | -------- |
| Agency Township        | 323              | 46-00500 |
| Alto Township          | 66               | 46-01220 |
| Becker Township        | 109              | 46-04220 |
| Bossko Township        | 44               | 46-06420 |
| Bryant Township        | 318              | 46-08100 |
| Dry Wood Lake Township | 129              | 46-17140 |
| Easter Township        | 152              | 46-17780 |
| Enterprise Township    | 101              | 46-19780 |
| Garfield Township      | 146              | 46-23700 |
| Geneseo Township       | 271              | 46-24060 |

| Township             | Einwohner (2010) | FIPS     |
| -------------------- | ---------------- | -------- |
| Goodwill Township    | 844              | 46-24780 |
| Grant Township       | 194              | 46-25700 |
| Harmon Township      | 151              | 46-27020 |
| Hart Township        | 97               | 46-27500 |
| Lake Township        | 249              | 46-34980 |
| Lawrence Township    | 260              | 46-36140 |
| Lee Township         | 62               | 46-36300 |
| Lien Township        | 122              | 46-37100 |
| Lockwood Township    | 304              | 46-37980 |
| Long Hollow Township | 323              | 46-38780 |

| Township              | Einwohner (2010) | FIPS     |
| --------------------- | ---------------- | -------- |
| Minnesota Township    | 120              | 46-42820 |
| Norway Township       | 112              | 46-45940 |
| One Road Township     | 63               | 46-47140 |
| Ortley Township       | 74               | 46-47700 |
| Sisseton Township     | 453              | 46-59300 |
| Springdale Township   | 110              | 46-60620 |
| Spring Grove Township | 123              | 46-60740 |
| Summit Township       | 53               | 46-62260 |
| Victor Township       | 180              | 46-67180 |
| White Rock Township   | 246              | 46-71420 |